# Arlette Zola
Arlette Zola, née Arlette Jaquet le 29 avril 1949 à Fribourg, est une chanteuse suisse. Son premier grand succès est Elles sont coquines, édité en 1966 par Disc AZ et son premier album Arlette Zola en 1967 chez le même éditeur. Elle se retrouve au hit-parade des radios francophones en 1967 grâce à Deux garçons pour une fille, Le marin et la sirène et Je n'aime que vous. Elle enchaîne alors les interviews dans les magazines, les plateaux de télévisions, se produit en Suisse et dans le monde, jusqu'au Brésil.

## Biographie
Dès son plus jeune âge, elle se met à chanter et à gratter sa guitare. Elle se fait remarquer lors du concours « Télé-Crochet » de la télévision suisse romande en gagnant le 1er prix avec la chanson L’enfant do de Petula Clark. Marco Vifian, directeur artistique d'un groupe de rock nomme  Les Aiglons l’incite alors à se diriger vers la chanson.
Fin 1966, Arlette Zola sort le single Elles sont coquines, qui sera son premier grand succès commercial, édité par Disc AZ. Un album suit en 1967 intitulé Arlette Zola toujours chez Disc AZ.
Les chansons Deux garçons pour une fille, Le marin et la sirène et Je n'aime que vous se retrouvent en haut des hit-parade des radios francophones en 1967. Arlette fait alors la une des magazines pour jeunes comme Salut les copains. Elle est classée aux premières places de l'émission de radio du même nom sur Europe 1, chante sur de nombreux plateaux de télévision et se produit en Suisse et à l’étranger.
Elle se marie en 1972 et met au monde sa fille Romy en 1979.
En 1982 elle revient à la chanson grâce à Alain Morisod et représente la Suisse au Concours Eurovision de la chanson 1982 où elle obtient la 3e place avec Amour on t'aime. Suivront des galas et concerts, surtout en Suisse romande et la sortie de nouveaux disques. Durant 3 ans elle est meneuse de la revue de Servion chez Barnabé.
Alain Morisod, en toute amitié et reconnaissant de son talent, l’invite en novembre 1998 à son émission (Les coups de cœur) sur la Télévision suisse romande. Il lui offre une chanson qui s’intitule, Laissez moi encore chanter.
Avec l’appui de ses fans qui l’encouragent, un nouveau CD sort en 2003 où elle interprète notamment Les amants d'un jour en souvenir d’Édith Piaf. En 2005, elle sort un CD qui retrace les valeurs qui lui sont chères : « Amour, amitié ». En 2007, Arlette Zola publie un nouvel album intitulé Le bonheur ne coûte rien et l'on entend son nouveau disque sur les ondes.

## Discographie
- 1965 : Un peu d'amour ; Libéria[2]
- 1966 : Elles sont coquines ; Disc AZ[2]
- 1967 : Arlette Zola ; Disc AZ[2]
- 1967 : Deux garçons pour une fille ; Disc AZ[2]
- 1968 : Musique en tête ; Disc AZ LP[2]
- 1969 : C'est toute la terre ; Disc Concert Hall LP[2]
- 1969 : La marchande de bonbon ; Vogue[2]
- 1970 : L'été ; Vogue[2]
- 1971 : Je suis folle de tant t'aimer ; Vogue[2]
- 1972 : Pour que vienne enfin ce grand matin ; Evasion[2]
- 1977 : Tu inventais des saisons ; Tourel[2]
- 1980 : Offre moi un sourire ; Libéria[2]
- 1981 : Frappe dans tes mains ; Libéria[2]
- 1981 : Les fiancés du lac de Côme ; LP Libéria[2]
- 1982 : Amour on t'aime ; LP Jupiter Records[2]
- 1982 : Je nai pas changé ; LP Jupiter Records[2]
- 1983 : Billy Boogie ; LP Vogue[2]
- 1984 : Hasta manana amore mio ; Disc Ibach[2]
- 1985 : Donne-moi Disc Carrère[2]
- 1990 : Mais moi je l'aime ; Libéria[2]
- 2003 : Laissez-moi encore chanter ; Azo[2]
- 2005 : Amour... Amitié ; Azo[2]
- 2007 : Le bonheur ne coûte rien ; Azo[2]
- 2020 : Le même sang